# Odra 1002

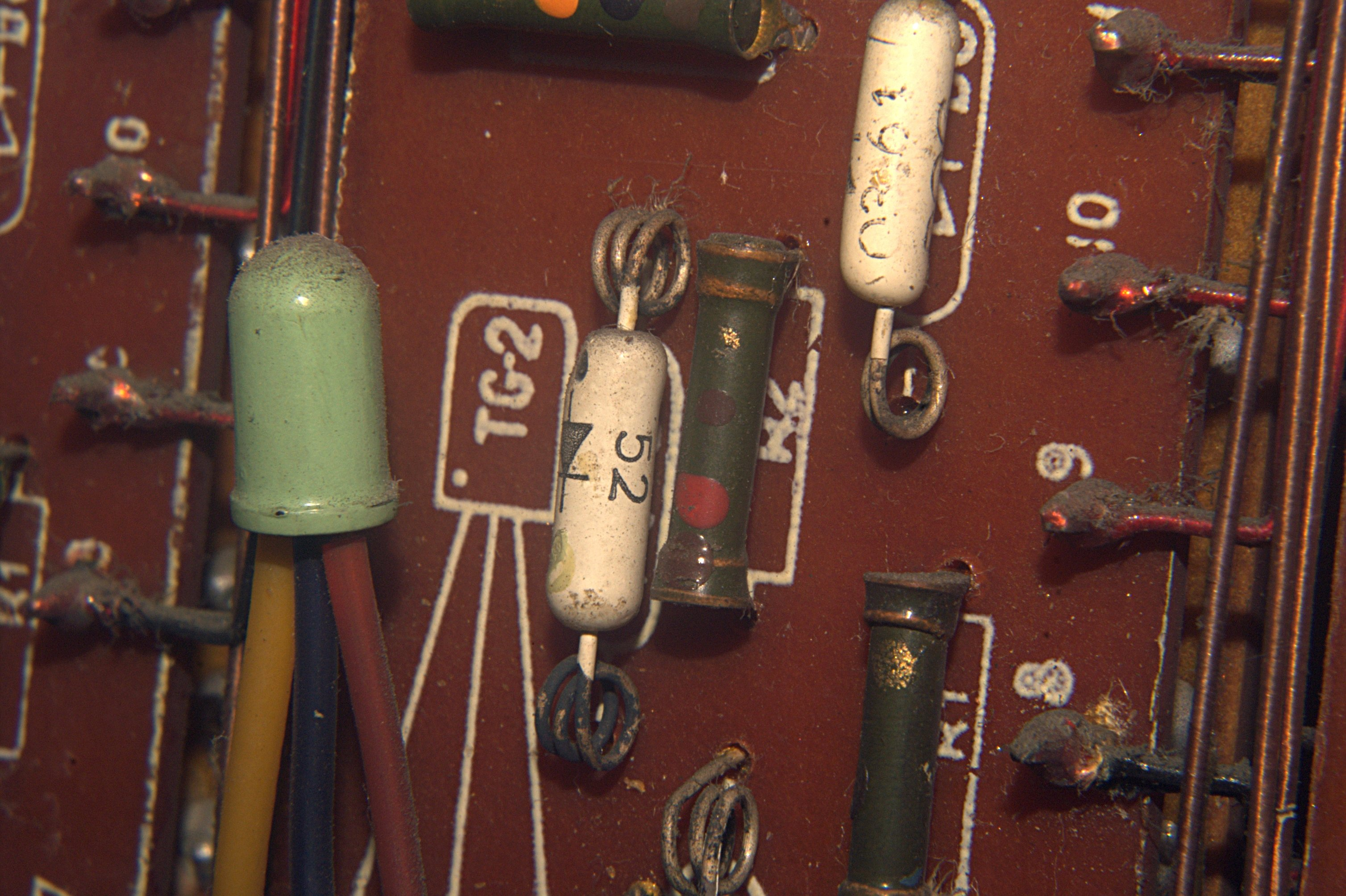
Диоды DOG-52 и транзисторы Tewa для компьютера Odra 1002

Odra 1002 — лампово-транзисторный компьютер серии Odra, собранный в 1962 году на заводе электроники Elwro во Вроцлаве. Следующий в серии после Odra 1001. Создан с использованием ламп и транзисторов польского производства. Не получил удовлетворительную оценку и не поступил в массовое производство. Единственный экземпляр является экспонатом Варшавского музея техники.

## Характеристики
- Машинное слово: 36 бит
- Внутренняя память: магнитный барабан
- Объём памяти: 4096 машинных слов
- Устройства ввода/вывода: устройство для чтения перфоленты, перфоратор ленты, телетайп
- Скорость: 800 операций в секунду